# 범유럽 게임 정보
범유럽 게임 정보(Pan European Game Information, PEGI)는 유럽의 컴퓨터·비디오 게임 등급 심의 단체이며, 유럽인터랙티브소프트웨어협회(ISFE)에 의해 2003년 4월 출범하였다. 범유럽 게임 정보의 등급 체계는 30개의 나라에서 사용되고 있다. 독일은 자국 법 체제 아래 게임물 등급 심의를 실시하고 있다. 유럽 연합과는 관련이 없다.
범유럽 게임 정보에서 소프트웨어를 분류하는 방법은 두 가지가 있다. 게임을 플레이할 수 있는 최소 연령, 그리고 최소 일곱 개 이상의 내용에 관한 설명으로 분류하는 것이다.

## 나이 등급
PEGI에는 다섯 개의 나이 등급이 있다.
|  |  |  |  |  |

게임을 하는 데 있어서 최소한의 나이에 미달되는 사람이 게임을 구입하는 것은 불법으로 간주되지만, PEGI는 순수 자발적인 시스템이다. 영국에서는 PEGI 시스템을 채택하지 않은 게임 배급사들이 영국영화등급분류위원회의 심의를 받게 되거나 몇몇 경우 등급을 아예 부여하지 않는다. 왜냐하면 이 등급 체계는 부모가 게임을 살지 결정을 내리는 데 도움을 주는 것이기 때문에 게임을 하는 데 최소한의 나이가 아니라도 게임을 사는 부모의 선택에 맡기게 되기 때문에 불법은 아니다.
포르투갈의 경우 지역 법률과 충돌하는 부분이 있어 다소 차이를 두고 있다. 핀란드는 2007년 1월 1일부터 PEGI에 맞게 법률을 개정했다.
| 포르투갈 |  |
|          |  |

## 심의 내용
PEGI의 심의 내용 설명은 다음과 같다.
|      |           |      |    |      |      |      |        |             |
| 폭력 | 거친 언어 | 공포 | 성 | 약물 | 도박 | 차별 | 온라인 | 인게임 구매 |

## 같이 보기
- 게임물관리위원회